# Ivan Skobrev
Ivan Aleksandrovitj Skobrev (ryska: Иван Александрович Скобрев) född 8 februari 1983 i Chabarovsk, Ryska SFSR, Sovjetunionen, är en rysk skridskoåkare med internationella framgångar som medaljer i världsmästerskap och olympiska spel.

### Fotnoter
Den här artikeln är helt eller delvis baserad på material från engelskspråkiga Wikipedia.